# Sampèla
Sampèla, également orthographié Sampella, est une localité située dans le département de Séguénéga de la province du Yatenga dans la région Nord au Burkina Faso.

## Géographie
Sampèla se trouve à 4 km au sud-est du centre de Séguénéga, le chef-lieu du département, à 4 km au nord-ouest de Kossouka et à environ 60 km au sud-est de Ouahigouya, la grande métropole régionale. La localité est traversée par la route nationale 15.

## Santé et éducation
Les centres de soins les plus proches de Sampèla sont le centre de santé et de promotion sociale (CSPS) et le centre médical avec antenne chirurgicale (CMA) de Séguénéga.
Le village possède une école primaire publique.